# Baobab fony
Baobab fony (Adansonia rubrostipa) – gatunek baobabu, występującego naturalnie na Madagaskarze, na terenach dawnych prowincji Mahajanga oraz Toliara.
Jest gatunkiem bliskim zagrożenia.